# Ugu (dystrykt)
Ugu – dystrykt w Republice Południowej Afryki, w prowincji KwaZulu-Natal. Siedzibą administracyjną dystryktu jest Port Shepstone.
Dystrykt dzieli się na gminy:
- Vulamehlo
- uMdoni
- Umzumbe
- uMuziwabantu
- Ezingoleni
- Hibiscus Coast